# Deltophalonia
Deltophalonia es un género de polillas tortrícidas categorizado en la tribu Cochylini, de la subfamilia Tortricinae. Fue descrito por Józef Razowski y Becker en 2003.

## Especies
- Deltophalonia chlidonibrya Razowski y Becker, 2003
- Deltophalonia deltochlaena (Meyrick, 1930)
- Deltophalonia embrithopa (Meyrick, 1927)
- Deltophalonia huanuci Razowski y Wojtusiak, 2010
- Deltophalonia indanzae Razowski y Becker, 2007
- Deltophalonia obscura Razowski y Wojtusiak, 2008
- Deltophalonia sucuma Razowski y Becker, 2010
- Deltophalonia termasia Razowski y Wojtusiak, 2009